# Sorra bituminosa

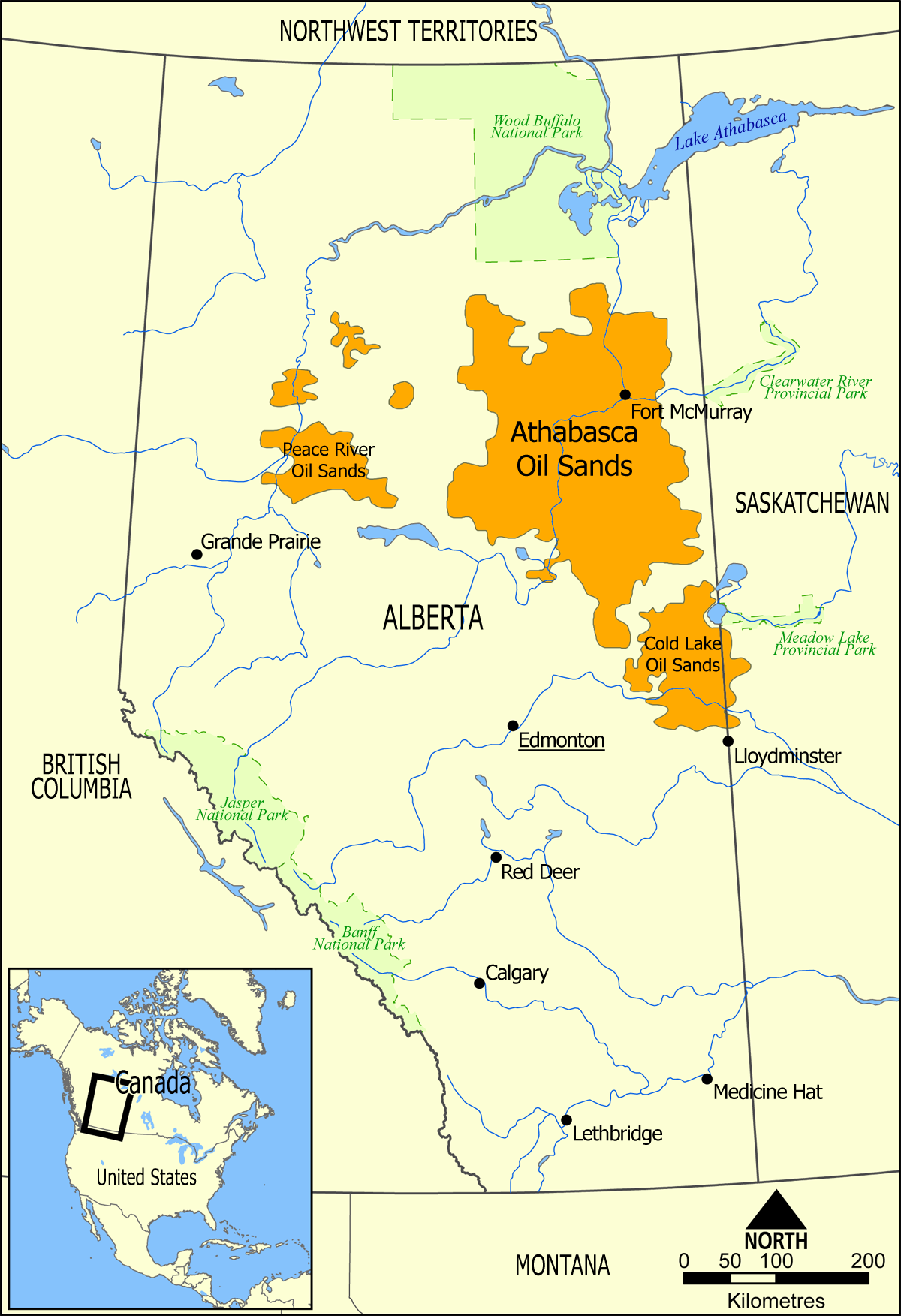
Els Athabasca oil sands

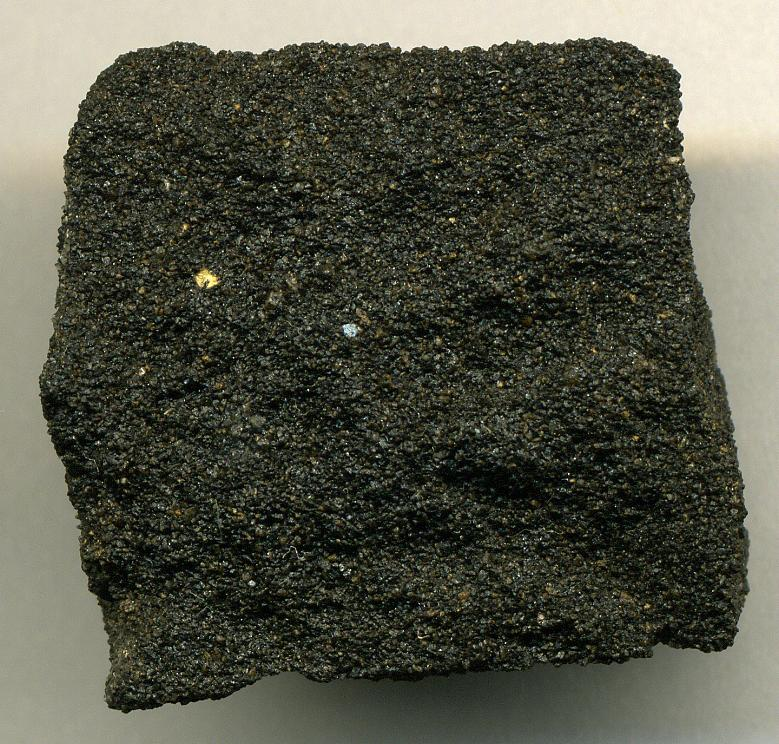
Sorra bituminosa de Califòrnia

La sorra bituminosa, en anglès: oil sands, tar sands bituminous sands, són un tipus de jaciment de petroli no convencional. La sorra bituminosa pot ser sorra solta o parcialment consolidada que conté una mescla natural de sorra, argila i aigua saturada químicament amb una forma de petroli densa i extremadament viscosa que tècnicament es coneix com a bitumen (asfalt).
Els jaciments naturals de bitumen es troben en molts països, però en particular n'hi ha en grans quantitats al Canadà. Altres d'extensos es troben al Kazakhstan, Rússia i Veneçuela. A nivell mundial s'estimen en més de 2 trillions de barrils (320 mil milions metres cúbics);

## Història
L'explotació dels afloraments bituminosos daten del Paleolític. El primer aprofitament de l'asfalt va ser pels Neanderthals, a Síria fa uns 40.000 anys. Amb l'Homo sapiens, els humans usaven l'asfalt per a la construcció d'edificis i per les barques de vímet. Els antics egipcis l'usaven per a la momificació.